# Långhårig kamgeting
Långhårig kamgeting (Euodynerus quadrifasciatus) är en stekelart som först beskrevs av Fabricius 1793. Enligt Catalogue of Life ingår långhårig kamgeting i släktet kamgetingar och familjen Eumenidae, men enligt Dyntaxa är tillhörigheten istället släktet kamgetingar och familjen getingar. Arten är reproducerande i Sverige.

## Underarter
Arten delas in i följande underarter:
- E. q. rufipes
- E. q. rubrosignatus